# Doły (Łódź)
Doły – osiedle mieszkaniowe i obszar Systemu Informacji Miejskiej w północnej części Łodzi, na Bałutach, dawna wieś. Historyczny układ części osiedla (Doły Wschód) został wpisany do wojewódzkiej ewidencji zabytków.

## Historia
Doły były wsią położoną na wschód od ówczesnej wsi Bałuty. Nazwa "Doły" wzięła się od pagórkowatego terenu, na którym podłożona była wieś.
Pierwsza wzmianka o Dołach pochodzi z 1413 roku. Wieś Doły była majątkiem szlacheckim. W okresie wojen z połowy XVII w. wieś Doły została zrujnowana, a w XVIII w. były to tereny zarosłe lasem lub krzakami, stanowiące część wsi Bałuty, na których nie było żadnego budynku mieszkalnego.
Od 1867 w gminie Radogoszcz w powiecie łódzkim. Wieś Doły została częściowo włączona do granic administracyjnych Łodzi w 1906 roku. W okresie międzywojennym Doły należały do powiatu łódzkiego w woj. łódzkim. W 1921 roku liczba mieszkańców wsi Doły wynosiła 96. 1 września 1933 utworzono gromadę (sołectwo) Doły w granicach gminy Radogoszcz, składającej się z samej wsi Doły.
Podczas II wojny światowej włączone do III Rzeszy. Część z terenów dzisiejszego osiedla Doły została włączona do Ghetto Litzmannstadt oraz do obozu prewencyjnego dla młodych Polaków. Po wojnie powróciły na krótko do powiatu łódzkiego woj. łódzkim, lecz już 13 lutego 1946 włączono je wraz z całą gminą Radogoszcz do Łodzi.

## Doły jako osiedle mieszkaniowe

### Informacje ogólne
Osiedle Doły zaprojektowano w 1956 r. w biurze projektowym „Miastoprojekt – Łódź” jako założenie obejmujące trzy jednostki: Doły Południe, Doły Północ i Doły Wschód. Osiedle zaprojektowali: 
- arch. Krystyna Krygier (główny projektant[10]);
- arch. Romuald Furmanek;
- arch. Stefan Krygier;
- arch. zieleni Janina Urbankiewicz;
- inż. Marian Deska, inż. Jan Duda (komunikacja);
- inż. Ryszard i Kazimierz Jurczyńscy (woda i kanalizacja);
- inż. Piotr Śliwowski, inż. Zdzisław Strzałkowski (ciepło);
- inż. Marian Wysokiński (elektryczność)[11].

Budowę osiedla Doły rozpoczęto w 1956 r., zasadnicze prace zakończono w 1960 r. (symboliczne przecięcie wstęgi odbyło się 22 lipca); zakończenie budowy miało miejsce w 1963 r., choć poszczególne obiekty budowano do połowy lat 70. XX wieku. Osiedlu nadano imię Włady Bytomskiej (ulica imienia patronki osiedla znajdowała się jednak poza granicami osiedla Doły). 

### Architektura
Architektura osiedla czerpie z przedwojennych wzorców modernistycznych.
Na osiedlu znajdują się budynki mające od dwóch do dwunastu kondygnacji. Na etapie projektowania przewidziano, że budynki niskie (wyłącznie adaptowane) stanowić będą od 5%, średnie – 80%, a wysokie – 15% ogólnej kubatury mieszkaniowej.

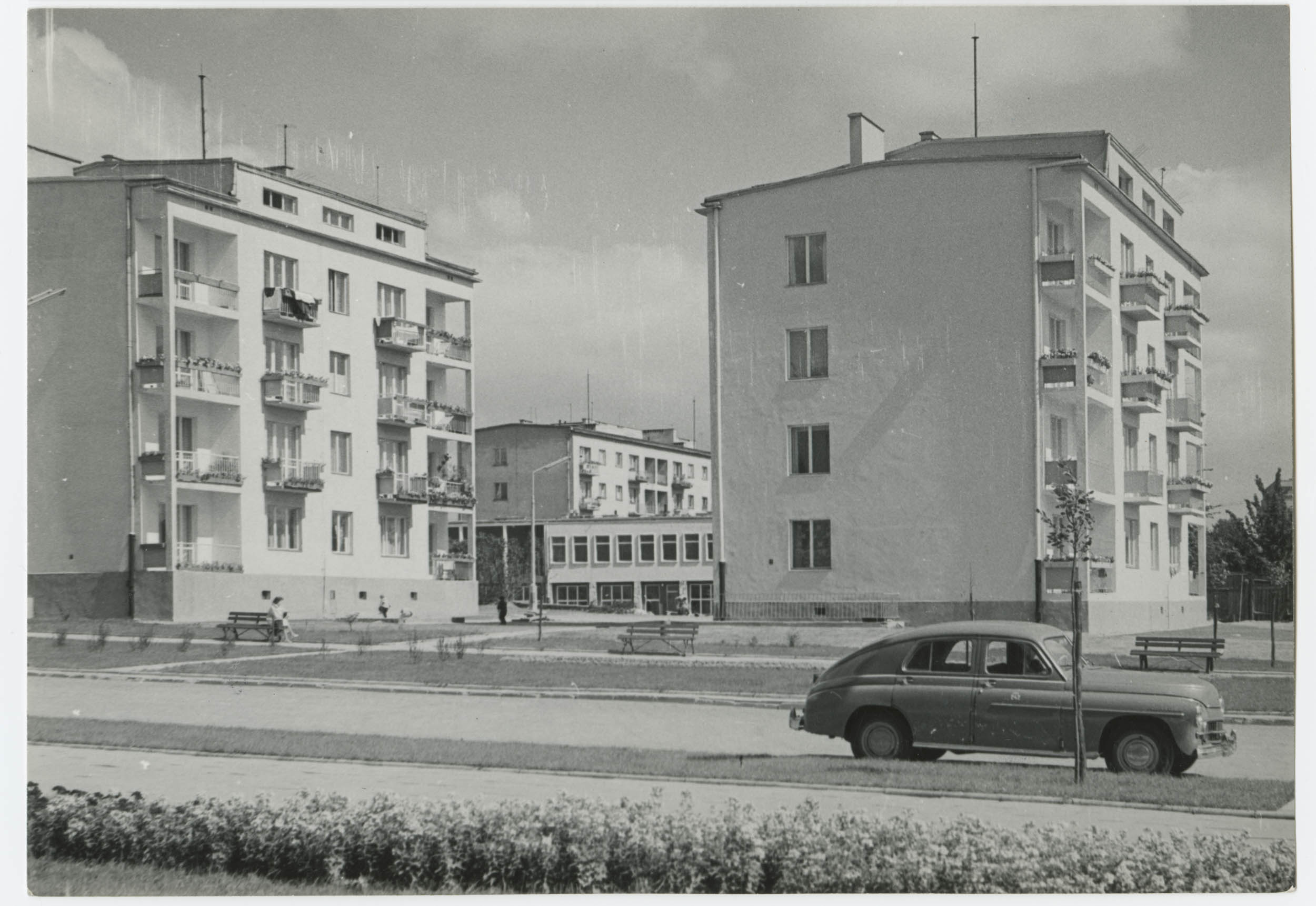
Bloki mieszkalne na osiedlu Doły Wschód przy ul. Spornej, w tle ośrodek zdrowia przy ul. Libelta.

Większość budynków na osiedlu zbudowano w technologii tradycyjnej (z cegły); wyjątkiem są budynki wykonane z prefabrykatów, zlokalizowane w okolicach ulicy Górniczej.

### Urbanistyka
Granice osiedle wyznaczają ulice: Wojska Polskiego, Głowackiego, Staszica, Górnicza, Bracka, Zmienna, Strykowska. Centralnie położone ulice Sporna i Boya-Żeleńskiego układ komunikacyjny osiedla jej urbanistyczny zarys. Jak pisze jeden z autorów projektu osiedla:
Osiedla Wschód oraz Południe mają sporo ulic wcześniej istniejących – zachowanych w obecnym projekcie. Łączą się one z ulicą Wojska Polskiego. To np. ulice: Przemysłowa, Harcerska, Nowopolska i Chryzantem. Dość znaczny spadek tych ulic w kierunku południowym wymaga odpowiedniego kształtowania zabudowy. W przypadku Dołów Wschód konieczne było zastosowanie budynków z uskokami zarówno poziomymi, jak i pionowymi. Ulice pod osiedla Południe są na ogół zabudowane częściowo, więc zabudowa nowa stanowi uzupełnienie starej. Warto tu dodać, że gabaryt ulicy jest gabarytem zabudowy mieszanej. Wymaga czasem kosmetycznego uzupełnienia dla uzyskania harmonii architektonicznej. 
Zachodnia część pod osiedle Południe była wznoszona na części niezabudowanej, co pozwoliło na kształtowanie założonej koncepcji architektonicznej. W wielu budynkach tego rejonu na ostatniej kondygnacji zostały zaprojektowane pracownie plastyczne. Doły Wschód, zwłaszcza ich część wschodnia, miały korzystne warunki fizjograficzne dla domów mieszkalnych. Sytuowane wzdłuż poziomnic tworzą nietypowe układy urbanistyczne. (...)

Osiedle Doły Północ jest położone w rejonie ulic: Spornej, Boya-Żeleńskiego i Brackiej. Przy skrzyżowaniu Spornej i Boya-Żeleńskiego autor urbanistyki zaprojektował dwunastokondygnacyjny budynek z pocztą w parterze. W domach południowego gabarytu ulicy znajdują się wbudowane usługi – apteka oraz duże sklepy różnego rodzaju. Łącznie z pierzeją wschodnią ul. Spornej i ulicą Boya-Żeleńskiego oraz całym ciągiem usług w ulicy Wojska Polskiego zostało utworzone centrum usługowe Dołów.
Z osiedlem graniczy:
- nowy cmentarz żydowski;
- Akademia Sztuk Pięknych im. Władysława Strzemińskiego;
- Park im. Szarych Szeregów;
- Park Ocalałych;
- rzeka Łódka.

### Wartość historyczna
W maju 2022 r. historyczny układ osiedla Doły Wschód został wpisany do wojewódzkiej ewidencji zabytków. We wpisie do ewidencji podkreślono, że osiedle Doły Wschód:
stanowi reprezentatywny przykład budownictwa mieszkalnego realizowanego na terenie Łodzi na przełomie lat 50. i 60. XX w., z zachowaniem zasad planowania nawiązujących do międzywojennego modernizmu. Historyczny układ urbanistyczny osiedla cechuje stosunkowo nieznaczny stopień przekształcenia w stosunku do stanu pierwotnego z okresu powstania założenia.
Za zagrożenia dla wartości historycznej osiedla wskazano:
- brak miejscowego planu zagospodarowania przestrzennego, tj. zapisów, które umożliwiałyby zachowanie walorów kulturowych zabytkowego układu urbanistycznego osiedla,
- zagrożenie inwestycyjne, m.in. wyburzenie budynku szkoły przy ul. Harcerskiej 8/10 i planowana realizacja na tej działce nowej inwestycji bez uwzględnienia uwarunkowań konserwatorskich[1].

Na terenie osiedla w latach 1942–1945 znajdował się obóz prewencyjny dla młodych Polaków.

### Zieleń
Na terenie osiedla zlokalizowane są:
- skwer Gdański
- skwer im. Stefana i Krystyny Krygierów.

Osiedle graniczy z terenami zielonymi (Park im. Szarych Szeregów, Park Ocalałych, zieleniec w dolinie rzeki Łódki, skwer im. Karola Hillera).
Na terenie osiedla znajdują się także pomniki przyrody:
- kasztanowiec biały przy ul. Nowopolskiej (od 2001 r.)[13]
- dąb szypułkowy w rejonie ulic Sucharskiego i Emilii Plater (od 2023 r.)[14]

## Doły jako obszar Systemu Informacji Miejskiej
Według podziału Łodzi na obszary Systemu Informacji Miejskiej (stworzonego w 2005 dla potrzeb oznakowania ulic) na wschodnim skraju Bałut występuje obszar Doły, określony następującymi granicami:
- od północnego wschodu i wschodu: po granicy dawnych dzielnic Bałuty/Widzew (wzdłuż toru kolejowego linii nr 16, pomiędzy Łodzią Stoki a Łodzią Radogoszczem);
- od południa: po granicy Bałuty/Śródmieście (wzdłuż ulicy Telefonicznej i południowej granicy cmentarza na Dołach);
- od południowego zachodu, zachodu i północnego zachodu: aleją Grzegorza Palki, ul. bł. Anastazego Pankiewicza, ulicą Sporną, ul Bracką i ul. Zmienną (wzdłuż granic cmentarza żydowskiego), ul. Inflancką oraz ul. Strykowską (do wiaduktu nad torem kolejowym).

Obszarami sąsiadującymi z Dołami są: Helenów, Marysin Doły, Marysin, Rogi (Bałuty), Stare Moskule, Sikawa, Stoki, Niciarniana (Widzew), Radiostacja (Śródmieście).
Na Dołach od 1945 znajduje się także ulica o nazwie Doły.